# أل ستوكس
أل ستوكس (بالإنجليزية: Al Stokes) هو لاعب كرة قاعدة أمريكي، ولد في 1900 في شيكاغو في الولايات المتحدة، وتوفي في 19 ديسمبر 1986 في غرانتهام في الولايات المتحدة.

## وصلات خارجية
- أل ستوكس على موقعبيزبول رفرنس.كوم (الدوري الرئيسي) (الإنجليزية)
- أل ستوكس على موقعبيزبول رفرنس.كوم (الدوري الثانوي) (الإنجليزية)